# IMCD
IMCD（アイエムシーディー、オランダ語: IMCD N.V.）は、法人を対象に、特殊化学品や医薬品・食品添加物などの販売・マーケティング・物流サービスを提供する商社。オランダ・ロッテルダムに本拠を置き、世界50カ国以上に拠点を持つ。日本法人はIMCDジャパン合同会社。ユーロネクスト・アムステルダム上場企業（Euronext: IMCD ）。

## 沿革
貿易や海運に従事してきたロッテルダムに拠点を置く複合企業体Internatio Müllerの一部門「Internatio-Müller Chemical Distribution」として、1995年に設立された。1998年にBPから石油化学品販売部門を買収し規模を拡大、製薬会社や食品会社に販路を拡げたが、2001年に母体のInternatio Müllerが解体すると、化学品部門は頭文字を取ったIMCDに社名変更の上、オランダの年金基金ファンドが出資する投資ファンドAlpinvest Holding N.V.（現在はカーライル・グループの一部）の傘下に入った。2005年にABNアムロ銀行のグループ会社のAACキャピタルの傘下に移ったのち、2010年にベインキャピタルの傘下に移った。
2014年6月に株式公開企業となった以後は、アメリカ合衆国などでの企業買収を続けており、2016年7月、ニュージャージー州の同業Mutchler Inc.を買収し子会社化、2018年9月、ドイツ・ハンブルクに拠点を置く同業のVeloxを買収、2018年12月、カリフォルニア州の同業E.T. Horn Companyを買収した。

## 日本法人
日本法人「IMCDジャパン合同会社」は、2016年4月に東京オフィス（品川区）を開設、2017年7月には大阪オフィス（吹田市）を開設した。化学品全般、食品添加物、パーソナルケア製品、コーティング、潤滑油などの分野で、提携企業に事業サポートサービスを提供している。